# Kenneth Macartney

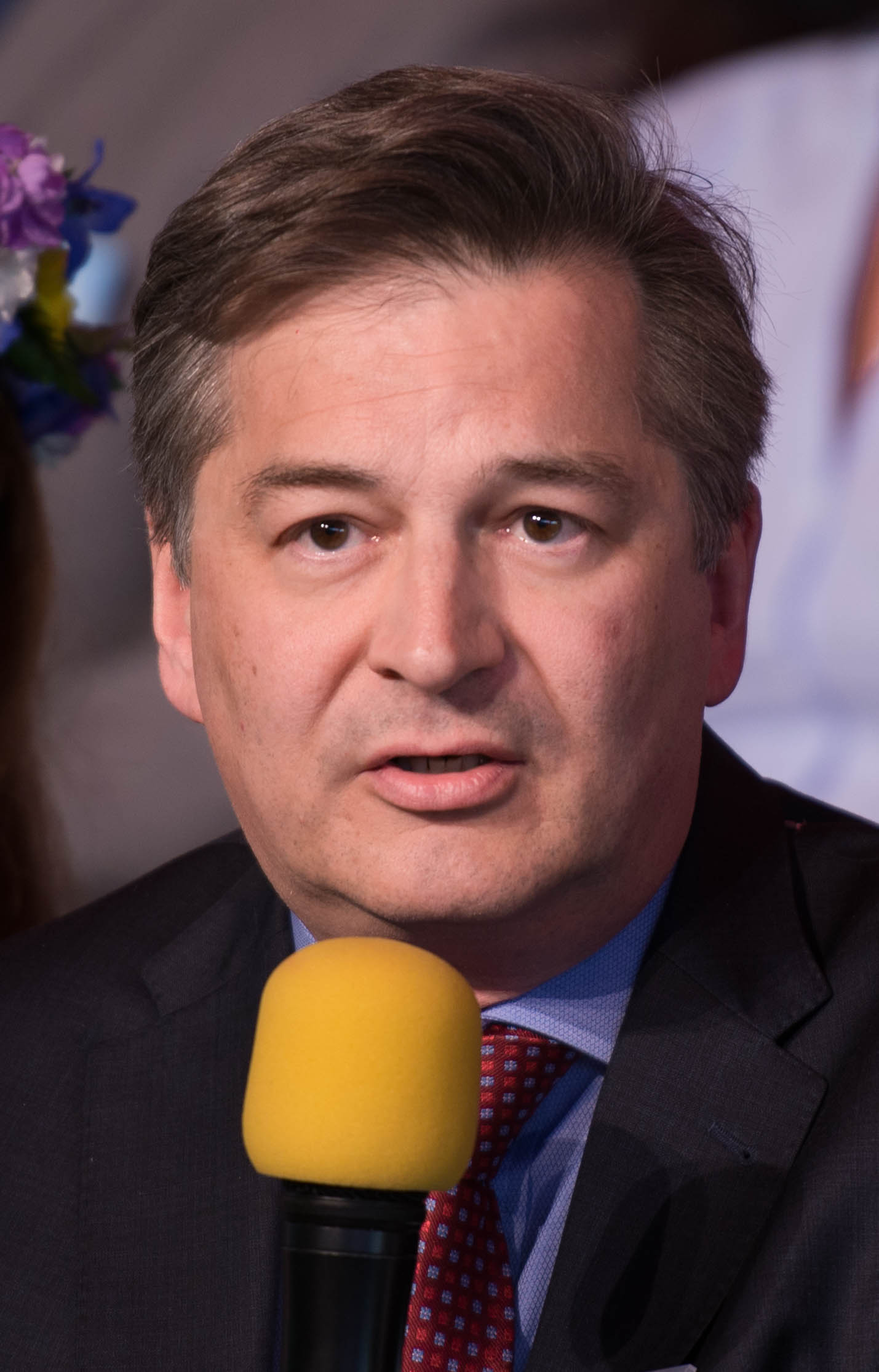
Kenneth Macartney i samband med presentationen av sommarpratarna i P1 2015.

Kenneth Macartney, född 1959 i Vancouver, är en kanadensisk diplomat. 
Under sin uppväxt var han utbytesstudent i Falun läsåret 1977-1978. Han har en examen i historia och har arbetat vid det kanadensiska utrikesdepartementet sedan 1982. Han har tjänstgjort vid ambassaderna i Oslo, Tokyo, New Delhi och var 2012-2016 Kanadas ambassadör i Sverige. Han har även arbetat med arktiska miljöfrågor samt mot det sydafrikanska apartheidsystemet.
2015 var han sommarvärd för Sveriges Radios Sommar i P1.